# قانون حریم خصوصی

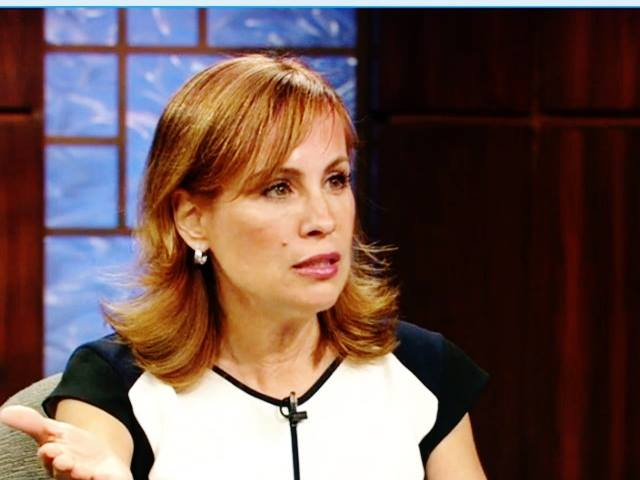
آندریا سانفورد

قانون حریم خصوصی به مجموعهٔ مقرراتی حاکم بر اطلاعات شخصی افراد و حریم خصوصی آن‌ها و نحوهٔ استفاده، جمع‌آوری و ذخیره‌سازی این اطلاعات توسط نهادهایی چون دولت‌ها و سازمان‌های عمومی یا خصوصی گفته می‌شود. کنوانسیون اروپا در مورد حقوق بشر که در سال ۱۹۵۰ میلادی توسط شورای اروپا نوشته و به‌کارگیری شده است، از حقوق افراد برای داشتن حریم خصوصی دفاع می‌کند و در آن آمده است که «همهٔ افراد این حق را دارند که به حریم خصوصی و خانوادگی‌شان، خانه‌شان و مکاتباتشان احترام گذاشته شود.» میثاق بین‌المللی حقوق مدنی و سیاسی سال ۱۹۹۶ سازمان ملل متحد‌ نیز از حریم خصوصی محافظت می‌کند: «احدی را نمی‌توان مورد دخالت‌های خودسرانه و غیرقانونی در مورد حریم خصوصی، خانواده، خانه یا مکاتبات، و نه حملات غیرقانونی در مورد شهرت و اعتبار قرار داد. همهٔ افراد از حمایت قانون در برابر چنین دخالت‌ها و حملاتی برخوردار هستند.»
قوانین حریم خصوصی را می‌توان به دو دستهٔ قوانین حریم خصوصی عام یا قوانین حریم خصوصی خاص تقسیم کرد. بر خلاف قوانین عمومی عام که دامنهٔ کاربر گسترده‌ای دارند و در هر حوزه‌ای ممکن استفاده شوند، قوانین حریم خصوصی خاص به انواع خاصی از اطلاعات می‌پردازند، برای نمونه:
- قوانین حریم خصوصی سلامت
- قوانین حریم خصوصی اقتصادی
- قوانین حریم خصوصی آنلاین
- قوانین حریم خصوصی ارتباطات
- قوانین حریم خصوصی اطلاعات
- حریریم خصوصی در خانهٔ شخصی